# 环纹蟳
环纹蟳（学名：Charybdis annulata）为梭子蟹科蟳属的动物。分布于日本、塔希提、印度尼西亚、马来亚、泰国、斯里兰卡、印度、巴基斯坦、坦桑尼亚以及中国大陆的广西、广东、福建等地，生活环境为海水，多见于低潮线附近的岩滩处，退潮后常停留在堆有石块的积水坑中。